# Beatifica Blues
Beatifica Blues is een Belgische stripreeks van scenarist Jean Dufaux en tekenaar Griffo. Het eerste nummer verscheen in 1985 bij uitgeverij Dargaud.

## Verhaal
In een post-atomair landschap dat geteisterd wordt door buien met zure regen wordt de hoofdpersoon en zijn familie achtervolgd door een Indiaanse motorbende. De bende wordt aangevoerd door een sadistische leider.